# Boeing RC-135
Die Boeing RC-135 ist ein vom US-amerikanischen Flugzeughersteller Boeing gebautes militärisches Aufklärungsflugzeug der US Air Force (USAF) und der Royal Air Force.
Technisch basiert sie auf dem Transportflugzeug Boeing C-135, das mit spezieller Ausrüstung vor allem für strategische elektronische Aufklärung (ELINT) und Fernmeldeaufklärung (COMINT) versehen wurde. Einige Versionen sind erkennbar an einem vergrößerten Bugradom (engl. hog nose, Schweinsnase) für erweiterte Radartechnik und an „dicken Backen“, aerodynamischen Verkleidungen für Sensoren an beiden Seiten des Vorderrumpfes. Außer der RC-135A konnten oder können alle Versionen in der Luft betankt werden. Seit Ende der 1990er Jahre haben einige RC-135 die moderneren und leistungsfähigeren Turbofantriebwerke des Typs CFM International F108 erhalten.
Anfang der 1960er Jahre nutzte das Strategic Air Command (SAC) der USAF die ersten RC-135. Sie lösten teilweise zu Aufklärern umgerüstete Bomber ab. Nur die RC-135A und -B baute Boeing neu, alle übrigen Varianten entstanden aus Umbauten vorhandener C-135, KC-135 und RC-135. Manche Modelle waren Einzelstücke, alle verfügten über hochspezialisierte und teure Ausstattung. Durch Unfälle gingen vier RC-135 verloren, eine RC-135E, zwei -S und eine -T, wobei insgesamt 28 Menschen ums Leben kamen.
Im Jahr 2007 standen noch 22 RC-135 der Versionen S, U, V und W bei der US-Luftwaffe im Dienst. Sie sind dem 55. Strategischen Aufklärungsgeschwader des Air Combat Command unterstellt und auf der Offutt Air Force Base in Nebraska beheimatet. Von 2013 bis 2018 erhielt die Royal Air Force drei gebrauchte, auf den Typ RC-135W umgerüstete US-Maschinen als Ersatz für die Nimrod R1.

## Varianten

### RC-135A
Im Jahr 1962 bestellte der Military Air Transport Service (MATS) neun RC-135A. Sie sollten helfen, topografische Karten von nicht-feindlichen Gebieten zu erstellen und Vermessungen für das Verteidigungsministerium und andere Regierungsbehörden durchzuführen und in dieser Rolle die ältere RB-50 zu ersetzen. Durch mehrfache Mittelkürzung schrumpfte das Programm bis 1964 auf vier Maschinen. Boeing baute sie unter der Modellnummer 739-700 und mit den USAF-Seriennummern 63-8058 bis -8061. Es waren gleichzeitig die letzten vier ausgelieferten Exemplare der ganzen C-135-Baureihe. Der Erstflug einer RC-135A fand am 28. April 1965 statt, Mitte September 1965 erreichte das erste Exemplar die 1370th Photo Mapping Wing auf der Turner Air Force Base in Georgia.
Der Einbau der speziellen Ausrüstung erfolgte unter dem Programmnamen Pacer Swan. Dazu zählten ein Kameraabteil anstelle des vorderen Unterflurtanks und verschiedene Optiken, Messgeräte, Rechner und Datenrekorder auf dem Hauptdeck. Sie gehörten zum Luftbildsystem AN/ASQ-92, das mit weiteren Geräten zur Auswertung am Boden das Photogrammetrie-System AN/USQ-28 von Kollsman Instruments bildete und 1967 alleine 24 Millionen US-Dollar kostete. Damit konnte eine RC-135A pro Tag eine Fläche von bis zu 104.000 km² erfassen. Die Besatzung bestand neben der Cockpitmannschaft aus bis zu fünf weiteren Personen für die Navigation und die Bedienung der Kameras und Rechner.
Die Flugzeuge halfen im Frühjahr 1970 bei der Bestimmung des damals umstrittenen Grenzverlaufs zwischen Argentinien und Chile und maßen Anfang 1971 Schneehöhen im Norden der USA zur Schmelzwasservorhersage. Insgesamt aber litt das System unter technischen Problemen und erreichte nie die volle Einsatzreife. Außerdem wollte die USAF wegen ihres Engagements im Vietnamkrieg immer weniger Geld für derartige Projekte ohne direkten militärischen Nutzen ausgeben. Die Vermessungseinsätze der RC-135A endeten schließlich im Jahr 1971. Die vier Flugzeuge dienten zunächst als Transporter beim Strategic Air Command, bevor E-Systems sie 1979 für die Luftwaffe in Tankflugzeuge umrüsten ließ. Danach erhielten sie die Bezeichnung KC-135D und gehören seitdem zur Air National Guard.

### RC-135B und -C
Die RC-135B war die einzige neu gebaute echte Aufklärerversion der C-135-Familie. Boeing produzierte unter der Modellnummer 739-445B zehn Stück (USAF-Seriennummern 63-9792 und 64-14841 bis -14849) und lieferte sie zwischen Mai 1964 und Februar 1965 direkt an die Glenn L. Martin Company. Dort erhielten sie durch das Ausrüstungsprogramm Big Team ihre spezielle Ausstattung und anschließend die neue Bezeichnung RC-135C. Die RC-135C besaß die für viele RC-135-Versionen so typischen Sensorverkleidungen an den Seiten des Vorderrumpfes und zusätzlich ein Radom an der Unterseite. Herzstück der Ausrüstung bildete das halbautomatische System AN/ASD-1 zum Aufspüren, Erfassen und Auswerten von Signalen eines breiten Bereichs des elektromagnetischen Spektrums. Wegen ihrer Fähigkeit, praktisch alle elektronischen Signale in einem großen Umkreis auffangen zu können, waren die Flugzeuge auch als Staubsauger bekannt. Martin übergab die erste Maschine am 27. Januar 1967 an das 55. Strategische Aufklärungsgeschwader auf der Offutt Air Force Base.
Im Frühjahr 1967 flogen die RC-135C ihre ersten Einsätze und lösten damit die älteren RB-47H ab. Ein typischer Einsatz startete in Offutt und führte über das Nordpolarmeer nach Mildenhall (Großbritannien) oder Kadena (Japan) und einige Tage später wieder zurück zur Heimatbasis. Während der bis zu 30-stündigen Flüge horchten die Aufklärer über die Grenzen nach China und in die Sowjetunion hinein. Viele dieser strategischen Missionen liefen unter dem Namen Burning Candy. Dazu kamen Einsätze im Vietnamkrieg mit dem Codenamen Combat Apple. Die Bedienmannschaft für die Technik bestand aus mindestens drei Spezialisten für elektronische Aufklärung und zwei Technikern.
Drei der zehn RC-135C ließ die Luftwaffe ab Mitte 1970 zu RC-135U umrüsten, die restlichen sieben baute E-Systems von Ende 1972 bis Anfang 1976 zu RC-135V um.

### RC-135DRivet Brass
RC-135D hießen drei Exemplare (60-0356, -0357 und -0362), die ursprünglich als KC-135A-Tankflugzeuge gebaut werden sollten, aber 1961 als erste C-135A-Transporter an den Military Air Transport Service (MATS) gingen. Schon 1962 rüstete Ling-Temco-Vought (LTV) sie für SIGINT-Aufklärungszwecke um. Die Flugzeuge waren zunächst unter dem Namen Office Boy bekannt, sie operierten von der Eielson Air Force Base (Alaska) und der Shemya Air Force Base (Aleuten) aus für Cotton-Candy-Einsätze. Erst ab 1965 erhielten sie nach weiteren Umbauten die Bezeichnung RC-135D. Im Jahr 1967 änderte das SAC den Flugzeugbeinamen in Rivet Brass und den Einsatzbefehl in Burning Candy. In Südostasien unterstützten sie von 1969 an die RC-135M bei Combat-Apple-Missionen von der japanischen Kadena Air Base aus.
Die RC-135D trugen die vergrößerte Nase und schmale, längliche Verkleidungen, die vom Bug seitlich bis zur Flügelwurzel verliefen. Die 60-0362 erhielt später ein rund fünf Meter langes Radom unter dem Vorderrumpf. 1975 begannen RC-135M und -V die D-Version abzulösen, zwischen 1976 und 1978 wurden die drei Maschinen in Tankflugzeuge umgebaut und danach als KC-135A verwendet. Sie fliegen seit Mitte der 1990er Jahre als KC-135R bei der Luftwaffe.

### RC-135ERivet Amber
Von dieser Version existierte nur ein einziges Exemplar mit der Seriennummer 62-4137. Es begann seine Dienstzeit im Juli 1962 beim MATS als Transportflugzeug des Typs C-135B Stratolifter. Von Herbst 1963 bis Frühjahr 1966 baute LTV es für das Strategic Air Command zur RC-135E um. Es erhielt den Namen Lisa Ann und kam ab Oktober 1966 von der Shemya Air Force Base aus zum Einsatz. Zum Jahresbeginn 1967 wechselte der Flugzeugname zu Rivet Amber. Gemeinsam mit RC-135S beobachtete sie im Rahmen von Burning-Star-Einsätzen sowjetische Raketentests.
Für diesen Zweck verfügte die RC-135E über ein Radar mit Phased-Array-Antenne und einer Leistung von 7,5 Megawatt. Das Auflösungsvermögen betrug einen Quadratmeter auf eine Distanz von 1852 Kilometer. Die rund drei mal sechs Meter große Antennenmatrix war mit ihrer Halterung auf der Steuerbordseite in die Struktur des Vorderrumpfes integriert und über einen Wellenleiter mit der Radaranlage verbunden. LTV ersetzte die Aluminiumhaut im Bereich der Antenne durch elektromagnetisch neutralen glasfaserverstärkten Kunststoff. Die gesamte Radarausrüstung wog über 16 Tonnen und kostete mehr als 35 Millionen US-Dollar. Ein mit dem Radar gekoppeltes Teleskop mit Kamera erfasste die ballistischen Objekte visuell. Da die vier Turbofantriebwerke Pratt & Whitney TF33 nicht genügend Energie für die Technik liefern konnten, besaß die RC-135E unter der linken inneren Tragfläche eine modifizierte Gasturbine des Typs Lycoming T55, die einen elektrischen Generator antrieb. In einem gleichartigen Gehäuse am rechten Flügel sorgte ein Wärmeübertrager für die Ableitung der von den Geräten erzeugten Wärme.
Am 5. Juni 1969 meldete die Besatzung der RC-135E auf dem Flug von Shemya zur Eielson AFB über dem Beringmeer starke Vibrationen, danach riss der Kontakt ab. Weder das Flugzeug noch die 19-köpfige Mannschaft wurden bisher gefunden.

### RC-135MRivet Card
E-Systems baute 1966/67 sechs überflüssig gewordene C-135B für Aufklärungszwecke um. Sie erhielten die Bezeichnung RC-135M Rivet Card und kamen ab Mai 1967 zunächst auf der japanischen Yokota Air Base zum Einsatz. Anfang 1968 verlegte das SAC sie zur Kadena Air Base, von wo aus sie die Hauptlast der Combat-Apple-Missionen trugen. Zu dieser strategischen Aufklärung im südostasiatischen Kriegsgebiet gehörte das Abhören des gegnerischen Funkverkehrs und das Identifizieren von Radarstellungen. Die M-Modelle trugen die vergrößerte Nase und kleine tropfenförmige Verkleidungen am Heck. Nach dem Ende des Vietnamkrieges ließ die Luftwaffe sie zwischen 1978 und 1984 nach und nach zu RC-135W umrüsten.

### RC-135SCobra Ball

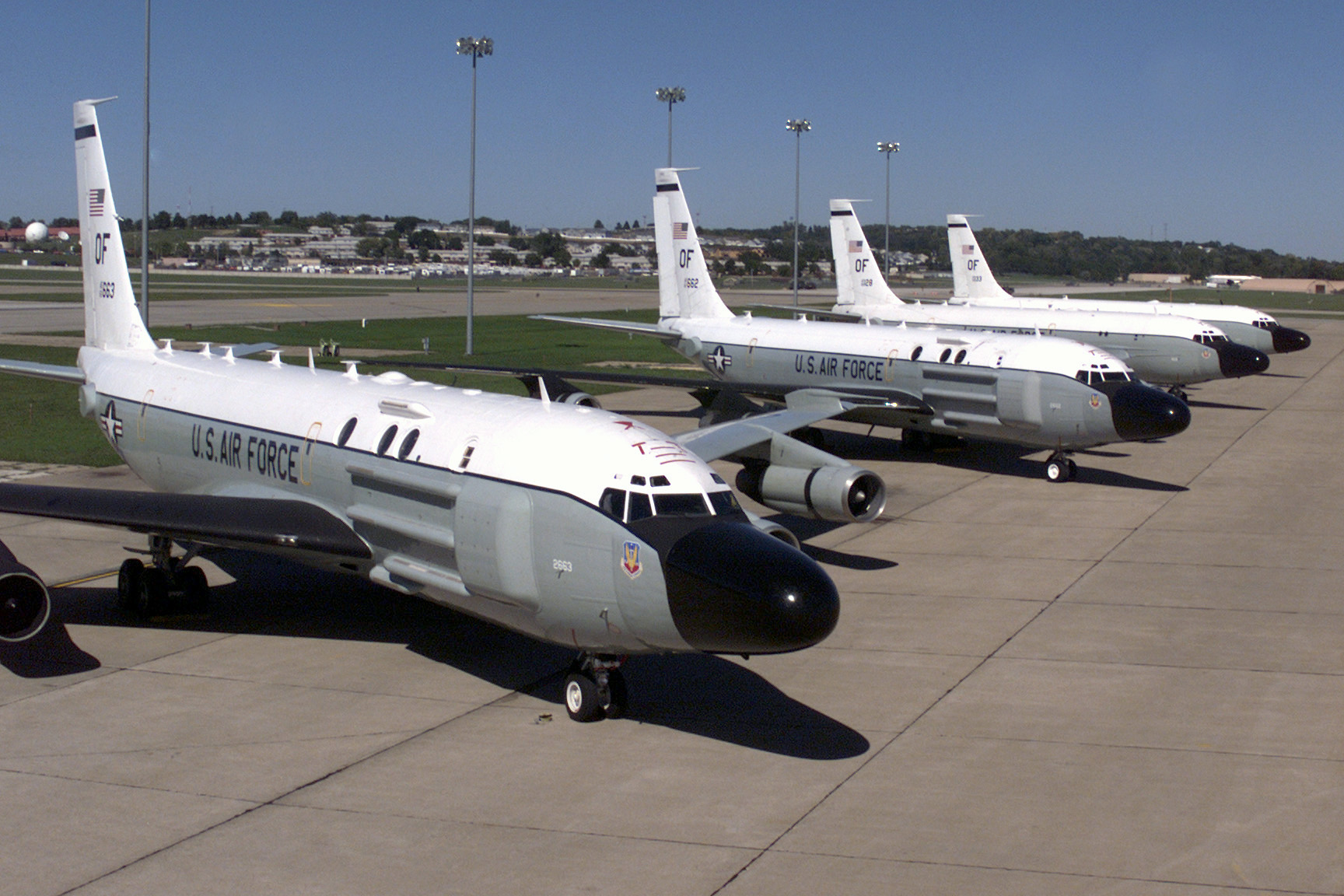
Drei RC-135S Cobra Ball und ein TC-135S-Trainer (hinten) 2001 in Offutt

Hauptaufgabe dieser Version war die Beobachtung sowjetischer Tests von Interkontinentalraketen unter dem Einsatznamen Burning Star. Die erste RC-135S mit der USAF-Seriennummer 59-1491 ging 1963 aus dem Testflugzeug JKC-135A Nancy Rae hervor. Ihre Ausrüstung wurde stetig erweitert, besonders für optisch-fotografische Aufklärung. Ab 1964 stationierte das Strategic Air Command (SAC) sie auf der Eielson AFB in Alaska, anschließend änderte sich ihr Beiname in Wanda Belle und sie erhielt ein großes Bugradom. Seit 1967 hieß sie Rivet Ball. Am 13. Januar 1969 verunglückte der Aufklärer bei einem Landeunfall auf der Shemya AFB. Als Ersatz besorgte die Luftwaffe zwei ehemalige C-135B (61-2663 und 61-2664), die im Sommer 1970 als RC-135S Cobra Ball einsatzbereit waren. Als am 15. März 1981 die 61-2664 auf der Shemya AFB abstürzte, rückte 61-2662 Ende 1983 nach. Die USAF entschied 1995, die eingelagerte RC-135X ebenfalls zur S-Version aufzurüsten.
Die RC-135S hat – je nach Ausbaustadium – ein bis zehn Fenster für optische Geräte, mehrere Dipolantennen und Verkleidungen für Sensoren, hauptsächlich auf der Steuerbordseite. Um die Messergebnisse nicht durch Reflexionen zu verfälschen, sind die Tragflächenoberseite und die Triebwerksgondeln steuerbord mattschwarz lackiert. Die Besatzung besteht neben der vierköpfigen Cockpitcrew üblicherweise aus zwölf Spezialisten und Technikern.
Die Burning-Star-Aufklärungsflüge erfolgten in Verbindung mit land- und seegestützten Radaranlagen in Alaska. Bei Hinweisen auf einen Raketenstart stieg eine der stets alarmbereiten Cobra Ball in Shemya auf und versuchte, den Flugkörper beim Wiedereintritt in die Erdatmosphäre und beim Aufschlag auf der Kamtschatka-Halbinsel zu beobachten. Nach dem Ende des Kalten Krieges kamen die RC-135S 1991 im Zweiten Golfkrieg zum Einsatz, diesmal zur Aufklärung irakischer Mittelstreckenraketen. Heute stehen noch drei RC-135S im Dienst, dazu kommt seit 1985 eine TC-135S für Trainingszwecke und logistische Unterstützung.

### RC-135T
Diese Variante war ein Einzelstück (55-3121) und ging im Mai 1971 aus dem damals ebenfalls einmaligen Aufklärer KC-135T hervor. Ling-Temco-Vought installierte an Bord neun Arbeitsplätze zur Fernmeldeaufklärung; eine vergrößerte Nase und externe Antennen besaß sie schon vorher. Bis Mitte 1973 kam sie von Offutt aus als RC-135T Rivet Dandy zum Einsatz, dann ließ die Luftwaffe die Elektronik entfernen und die Maschine als Trainer für RC-135-Besatzungen umrüsten. Die meisten Verkleidungen blieben dabei zunächst erhalten. Nach einigen Zwischenstationen verlegte das SAC die RC-135T Ende 1979 nach Alaska zur Eielson AFB. 1981 tauschte Boeing die J57-Turbojets gegen leistungsfähigere Turbofantriebwerke des Typs TF33 aus. Die RC-135T stürzte am 25. Februar 1985 bei einem Übungsanflug nahe Valdez (Alaska) ab. Das Wrack wurde erst fünf Monate später gefunden, die drei Besatzungsmitglieder kamen ums Leben.

### RC-135UCombat Sent
Von Mitte 1970 bis Ende 1971 baute General Dynamics durch das Programm Big Safari drei RC-135C zu RC-135U Combat Sent für spezielle elektronische Aufklärung um. Sie gehören zu den äußerlich auffälligsten Varianten der RC-135-Reihe. Die RC-135U tragen zwar nicht die große Nase, aber ein nach vorne gerichtetes Radom unter dem Bug, ein weiteres wenige Meter dahinter, große Verkleidungen an den Bugseiten, dazu mehrere Dipolantennen, verlängerte Tragflügelenden mit Antennen und eine Heckverkleidung mit Sensoren. Mit Interferometern, Radiometern und Spektrometern können Signale von Radarstationen und anderen Quellen aufgespürt und untersucht werden.
Combat Sent 63-9792 ließ das Strategic Air Command 1976 in eine RC-135V umbauen, die übrigen beiden (64-14847 und -14849) stehen heute im Dienst beim 55. Strategischen Aufklärungsgeschwader auf der Offutt AFB.

### RC-135V und -WRivet Joint

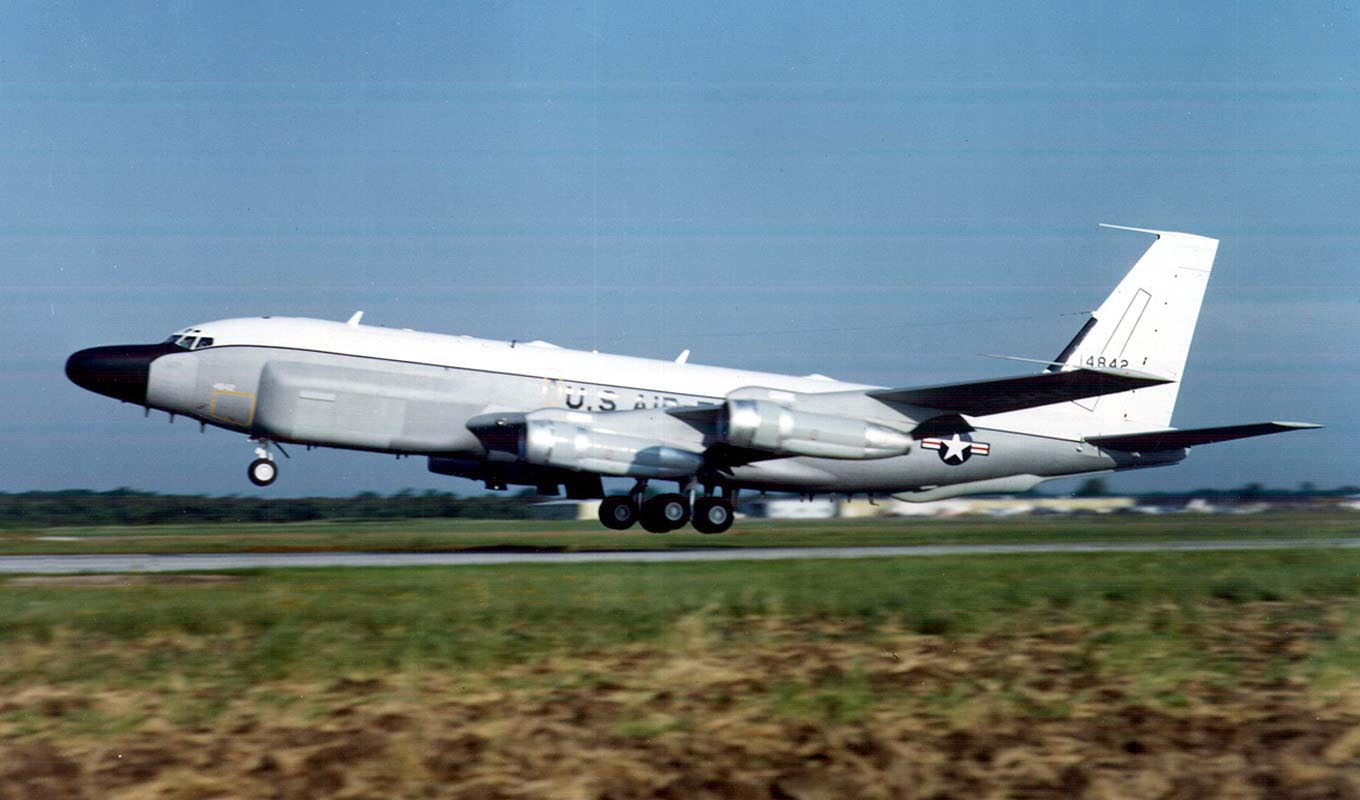
Boeing RC-135V Rivet Joint der USAF

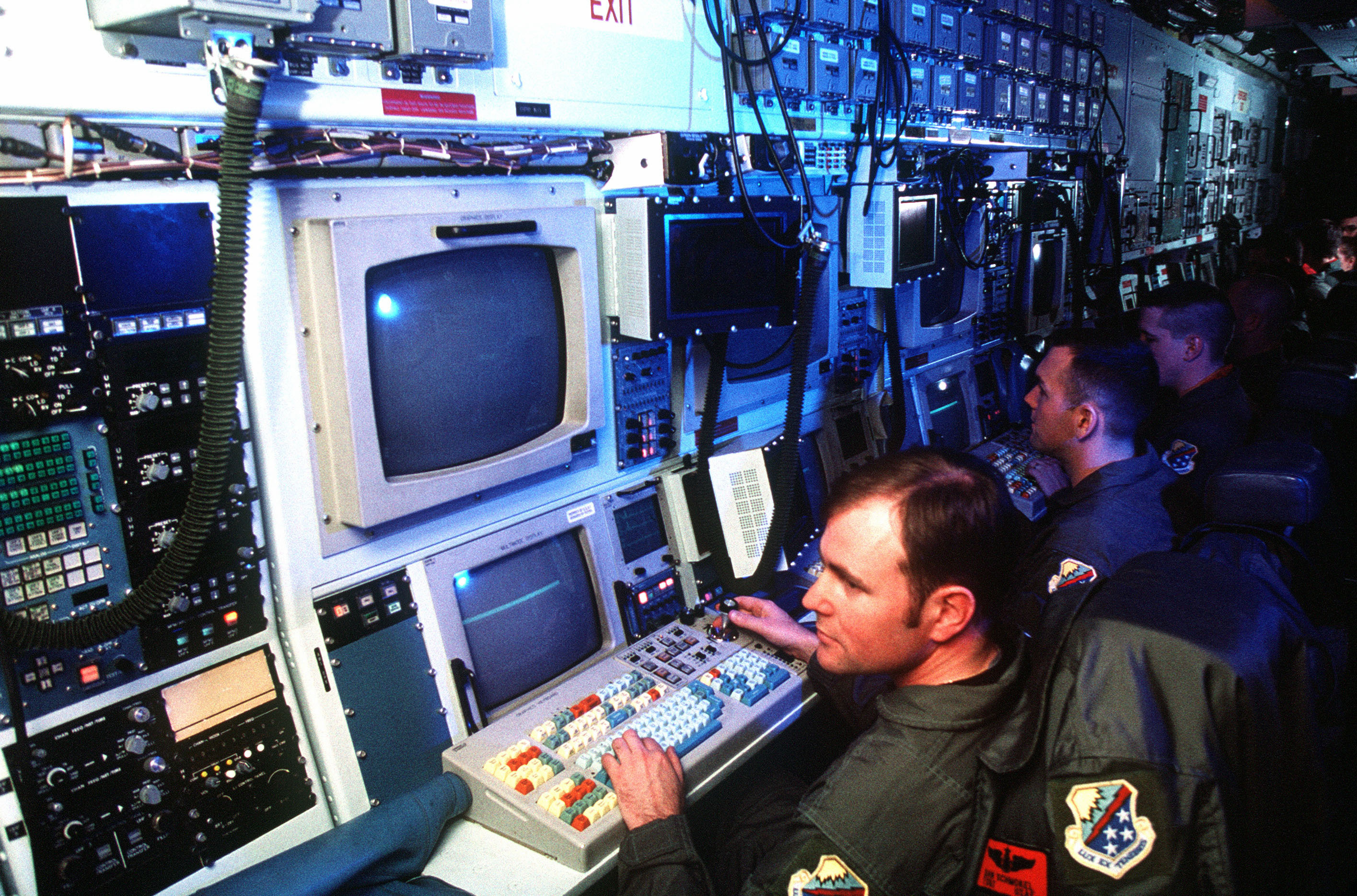
Inneneinrichtung der RC-135V/W Rivet Joint

Beide Versionen sind in ihrer Ausstattung und Verwendung weitgehend identisch, entstammen aber unterschiedlichen Ausgangsversionen und Umbauphasen. Acht RC-135V entstanden zwischen Dezember 1972 und Juli 1977 aus sieben RC-135C und einer RC-135U, sind also ursprünglich alle RC-135B. Neun RC-135W dagegen gingen zwischen September 1978 und 2005 aus drei C-135B und sechs RC-135M hervor, die ja auch als C-135B starteten. Die V-Modelle hatten anfangs Triebwerke der Bauart TF33-P-9 ohne Schubumkehr, die W-Modelle TF33-P-5 mit Schubumkehr. Seit Ende der 1990er Jahre haben die RC-135V/W nach und nach die moderneren Turbofans F108 erhalten. Anders als bei der KC-135 änderte sich dadurch aber nicht ihre Bezeichnung. Alle Rivet Joint genannten Maschinen besitzen die vergrößerte Nase und Sensorverkleidungen vorne, dazu kommt eine mehr oder weniger große Zahl an blatt- und pilzförmigen Antennen an der Rumpfunterseite. Im Innern arbeiten bis zu 27 Spezialisten für alle Arten der elektronischen und Fernmeldeaufklärung.
Von der Technik und dem Einsatzprofil her traten die RC-135V/W die Nachfolge der RC-135C an. Auch sie führten während des Kalten Krieges „Staubsauger“-Flüge durch, nun unter dem Einsatznamen „Burning Wind“, die hauptsächlich entlang der sowjetischen Grenze verliefen. Dazu kommen die Rivet Joint seit Mitte der 1980er Jahre vermehrt weltweit zum Einsatz. So unter anderem 1985 bei der Verfolgung der Achille-Lauro-Entführer oder 1989 bei der US-Invasion in Panama (Operation Just Cause). Seit August 1990 sind einige der Aufklärer ununterbrochen im Nahen Osten eingesetzt. Am 12. März 2008 erreichte mit der RC-135W 62-4132 erstmals ein Exemplar der C-135-Baureihe die Marke von 50.000 Flugstunden.
Im September 2007 verfügte die Luftwaffe über 13 Rivet Joint. Zusätzlich existieren zwei TC-135W (62-4129 seit 1987 und 61-4127 seit 2005) als Trainingsflugzeuge und seit 2000 eine NC-135W (61-2666) des Air Force Materiel Command als Testflugzeug für neue Ausrüstung.

#### RC-135W Rivet Joint bei der RAF (Projekt Airseeker)
Als Ersatz für die aus den 1970er Jahren stammenden Nimrod R1 beschloss die letzte Labour-Regierung unter Gordon Brown die Beschaffung dreier RC-135W, das Projekt trug den Namen Airseeker. Die neue Koalitionsregierung von David Cameron bestätigte in ihrem Weißbuch, das im Oktober 2010 veröffentlicht wurde, dieses Vorhaben. Drei gebrauchte KC-135R-Maschinen der USAF wurden von L3 Aerospace Systems in Greenville (Texas) umgerüstet und auf den Rivet-Joint-Standard gebracht. Sie erhielten ein „Glas“-Cockpit und die vorhandene USAF-Luftbetankungsanlage wurde durch das RAF-System ersetzt. Die Maschinen erhielten die RAF-Seriennummern ZZ664 bis ZZ666. Im Januar 2011 begannen die ersten RAF-Soldaten ihre Umschulung auf der Offutt AFB, dem Standort eines RC-135-Geschwaders der USAF, und wurden auch an Bord von US-Maschinen mit eingesetzt. Mitte November 2013 traf die erste britische RC-135W in RAF Waddington ein, die beiden übrigen Maschinen folgten 2015 und 2017. Offiziell wurde die Rivet Joint 2014 von der RAF in Dienst gestellt, Anfang 2018 erklärte die RAF die Flugzeuge als voll einsatzklar. Alle drei Maschinen werden vom 51st und 54th Squadron in Waddington betrieben.

### RC-135XCobra Eye
Die einzige RC-135X Cobra Eye (62-4128) diente von 1989 bis 1993 als Beobachtungsplattform für die Flugbahn von Interkontinentalraketen im Rahmen der Strategic Defense Initiative (SDI). US-Luftwaffe und -Heer finanzierten gemeinsam die im Juli 1983 bei E-Systems begonnene Umrüstung einer EC-135B. Wegen technischer Probleme wurde sie nicht wie geplant im Frühjahr 1986, sondern erst im Juli 1989 ausgeliefert. Der erste reguläre Einsatz fand am 15. August 1989 von der Shemya AFB aus statt und galt einem sowjetischen Raketentest auf Kamtschatka. Luftwaffe und Heer verwendeten die Cobra Eye aber auch regelmäßig für eigene Waffentests. Nachdem das SDI-Programm zunehmend an Bedeutung verloren hatte, wurde die RC-135X im Februar 1993 eingemottet und ihre Elektronik ausgebaut. Im Jahr 1995 ließ die USAF sie zur dritten RC-135S Cobra Ball umbauen.
Die RC-135X besaß schon von einer früheren Umrüstung die große Nase, aber keine weiteren Verkleidungen am Rumpf. Vorne im Hauptdeck waren die Messgeräte installiert: Teleskope und Kameras mit Infrarotsensoren, Radiometern und Spektrometern zur Erfassung und Analyse der beobachteten Flugkörper. Eine Schiebetür auf der Steuerbordseite des Vorderrumpfes gab die Optik während der Einsätze frei und schützte sie sonst vor äußeren Einflüssen. Wie bei der RC-135S verhinderte der mattschwarze Anstrich der rechten Tragfläche irritierende Reflexionen.

## Technische Daten

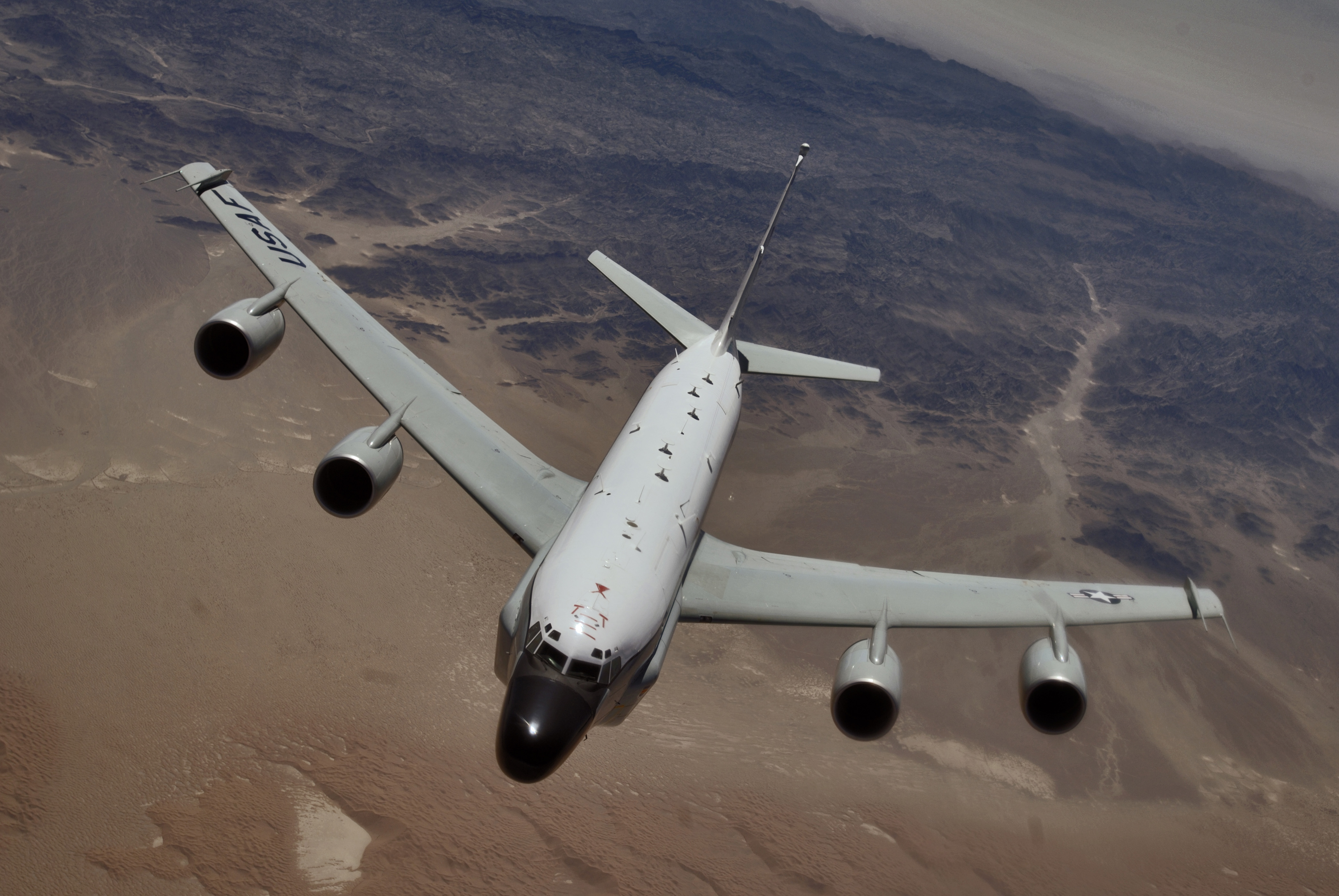
RC-135V/W Rivet Joint mit F108-Triebwerken

| Kenngröße             | Daten der RC-135V                                     |
| --------------------- | ----------------------------------------------------- |
| Besatzung             | 5 + 22                                                |
| Länge                 | 41,1 m                                                |
| Spannweite            | 39,9 m                                                |
| Höhe                  | 12,8 m                                                |
| Flügelfläche          | 226 m²                                                |
| Flügelstreckung       | 7,0                                                   |
| Leermasse             | 44.700 kg                                             |
| max. Startmasse       | 134.000 kg                                            |
| Antrieb               | vier CFM International F108-CF-201 mit je 96 kN Schub |
| Höchstgeschwindigkeit | 900 km/h                                              |
| Normale Reichweite    | 6.500 km                                              |
| Gipfelhöhe            | 13.400 m                                              |